# Arie Addicks
Arie Teunis Addicks (Amsterdam 24 april 1916 - Waalsdorpervlakte, 8 oktober 1941) was een Nederlandse verzetsstrijder tijdens de Tweede Wereldoorlog.
Addicks was assistent-boekhouder bij de Draka fabriek te Amsterdam en sloot zich in 1940 aan bij het verzet als medewerker van het illegale blad Het Parool. Addicks stencilde het blad, en was verantwoordelijk voor een groot deel van de distributie.
Op 6 september 1941 ontkwam Addicks toen de Duitsers hem probeerden te arresteren in het huis van zijn ouders. Tijdens de daaropvolgende vechtpartij werd zijn vader Martinus Casimir Addicks door de agenten gedood en zijn moeder raakte gewond aan haar arm, maar zette haar verzetswerk voort en verleende onder meer onderdak aan Joodse onderduikers en verzetsmensen als Jaap van Leeuwen.
In zijn afscheidsbrief van 7 oktober stelt Addicks dat hij tijdens zijn vlucht iemand neergeschoten heeft, die achteraf een Duitser in burger bleek te zijn. Kort erop  werd Arie Addicks toch gearresteerd en vanaf 6 oktober vastgezet in het Huis van Bewaring in Scheveningen (Oranjehotel). Hij werd voor  geweldpleging en verboden wapenbezit door de krijgsraad der SS en politie tot driemaal de doodstraf veroordeeld. Een gratieverzoek werd op 7 oktober afgewezen en werd Addicks op 8 oktober op de Waalsdorpervlakte gefusilleerd. Zijn lichaam is nooit teruggevonden. Hij was een van de eerste medewerkers van "Het Parool" die het leven liet door zijn illegale werk.
Op de Erebegraafplaats Bloemendaal ligt een steen met zijn naam. Die steen wordt nu, vooral door de mensen van "Het Parool", als een eerbetoon beschouwd voor Addicks en alle andere verzetsstrijders die nooit een rustplaats hebben gekregen. De steen draagt het opschrift:
1940 - 1945 Ter herinnering aan de vrienden van het verzet die na hun strijd voor de vrijheid niet gevonden zijn of die elders rusten.
Bij deze steen wordt elk jaar op 5 februari een plechtigheid gehouden door mensen die nu nog aan "Het Parool" verbonden zijn. Op die datum werden namelijk de 13 aangeklaagden van het Eerste Paroolproces gefusilleerd.
In Amsterdam is het "Arie Addickspad" naar hem vernoemd.